# Antoni Urbaniec
Antoni Stanisław Urbaniec (ur. 20 sierpnia 1935 w Peweli Ślemieńskiej, zm. 25 listopada 2017) – polski działacz partyjny i państwowy, menedżer, w latach 1975–1981 wicewojewoda bielski.

## Życiorys
Syn Jana i Stefanii, miał 4 siostry. W 1954 ukończył Technikum Włókiennicze w Bielsku-Białej. Następnie uzyskał kwalifikację na studia w ZSRR (ostatecznie niepodjęte ze względu na sytuację materialną), potem rozpoczął naukę na Politechnice Łódzkiej. Podjął pracę w Zakładach Przemysłu Wełnianego im. Pawła Findera w Bielsku-Białej, w latach 1955–1957 odbywał obowiązkową służbę wojskową. W latach 1964–1967 był słuchaczem w Wyższej Szkole Nauk Społecznych przy KC PZPR, w 1970 uzyskał zaocznie magisterium w Szkole Głównej Planowania i Statystyki. Odbył też przeszkolenie i w 1962/3 wytypowano go na oficera politycznego Ludowego Wojska Polskiego, w 1976 był słuchaczem kursu dla Centralnej Kadry Kierowniczej w Ośrodku Doskonalenia Kadr Kierowniczych przy KC PZPR w Warszawie.
W 1954/5 wstąpił do Polskiej Zjednoczonej Partii Robotniczej. Działał w Związku Młodzieży Polskiej i Związku Młodzieży Wiejskiej, kierował strukturami ZMW w rodzinnej wsi, od 1959 do 1964 należał do jego władz w powiecie żywieckim, zaś od 1967 – kierował organizacją w województwie krakowskim. W latach 60. działał w Komitecie Powiatowym PZPR w Żywcu, potem od 1971 do 1974 był zastępcą kierownika Wydziału Rolnego Komitetu Wojewódzkiego PZPR w Krakowie. Od września 1974 do czerwca 1975 I sekretarz Komitetu Powiatowego w Wadowicach. W latach 1975–1980 członek KW PZPR w Bielsku-Białej, do 1978 należał do jego egzekutywy.
Od 1 czerwca 1975 do 6 lutego 1981 zajmował stanowisko wicewojewody bielskiego, zrezygnował ze stanowiska po fali strajków. Przez kolejne lata pracował w Wojewódzkim Inspektoracie Obrony Cywilnej, jako dyrektor oddziału „Bomis” w Bielsku-Białej oraz organizator i od 1986 do 1990 pierwszy szef Żywieckiego Parku Krajobrazowego. W latach 90. kierował agencją celną w Żywcu. Zajął się także działalnością publicystyczną: przez wiele lat pisał do „Gazety Żywieckiej”, współtworzył też gazetę „Nad Sołą i Koszarawą”. Autor kilku książek poświęconych regionowi i turystyce, a także redaktor 3 tomów „Słownika Biograficznego Żywiecczyzny”.
Od 1960 żonaty z Elżbietą, miał z nią córkę i syna. 1 grudnia 2017 pochowany na Cmentarzu na Straconce w Bielsku-Białej.

## Odznaczenia
Odznaczony m.in. Krzyżem Kawalerskim Orderu Odrodzenia Polski, Medalem Komisji Edukacji, Odznaką Honorową „Za Zasługi dla ZMW”, Odznaką „Zasłużony Pracownik Rolnictwa”, Odznaką „Zasłużony Działacz Kultury”, a także m.in. łowieckim Medalem św. Huberta.